# Bréhéville
Bréhéville é uma comuna francesa na região administrativa de Grande Leste, no departamento de Meuse. Estende-se por uma área de 18,33 km². Em 2010 a comuna tinha 171 habitantes (densidade: 9,3 hab./km²).